# Okapi Aalst in het seizoen 2024/25
Het seizoen 2024/2025 was het 23e jaar in het bestaan van de Aalstse basketbalclub Okapi Aalst sinds de heroprichting in 2002.

## Verloop
De club kwam uit in de BNXT League voor een derde seizoen. Volgende spelers verlieten Aalst na het seizoen 2023/24: Steff Schauvlieger en Dorian Marchant. Ook coach Thomas Crab verliet de club en werd vervangen door Eddy Casteels. Nieuwe spelers waren: de Amerikanen Donovan Gregory en Luke Appel en de Belgen Niels Van den Eynde en Thibaut Tshienda-Baloji.
Begin oktober 2024 vertrok Luke Appel en daarna ook nog Donovan Gregory. Eind november 2024 kwam er met de Bosnische Njegoš Sikiraš een nieuwe forward. In december 2024 vertrok Tito Casero en werd Noé Botuli als vervanger gehaald. Ook nog in december tekende de Amerikaan Trevian Tennyson.
Aalst won in de beker van Avanti Brugge maar verloor in de kwartfinale van Kortrijk Spurs. In de reguliere fase van het BNXT League-kampioenschap werd Aalst 13e waardoor ze zich niet konden kwalificeren voor de nationale play-offs.

## Ploeg
Antwerp Giants ·
Brussels Basketball ·
Den Helder Suns ·
Donar ·
Feyenoord ·
Heroes Den Bosch ·
Kangoeroes Basket Mechelen ·
Kortrijk Spurs ·
Landstede Hammers ·
Leuven Bears ·
Limburg United ·
LWD Basket ·
Okapi Aalst ·
Oostende ·
PrismaWorx BAL ·
Spirou Charleroi ·
QSTA United ·
Union Mons-Hainaut ·
ZZ Leiden